# Liste der Kulturdenkmale in Boren
In der Liste der Kulturdenkmale in Boren sind alle Kulturdenkmale der schleswig-holsteinischen Gemeinde Boren (Kreis Schleswig-Flensburg) und ihrer Ortsteile aufgelistet (Stand: 14. April 2025).
Die Bodendenkmale sind in der Liste der Bodendenkmale in Boren aufgeführt.

## Legende
In den Spalten befinden sich folgende Informationen:
- Objekt-ID: die Nummer des Kulturdenkmales
- Lage: die Adresse des Kulturdenkmales und die geographischen Koordinaten. Kartenansicht, um Koordinaten zu setzen. In der Kartenansicht sind Kulturdenkmale ohne Koordinaten mit einem roten Marker dargestellt und können in der Karte gesetzt werden. Kulturdenkmale ohne Bild sind mit einem blauen Marker gekennzeichnet, Kulturdenkmale mit Bild mit einem grünen Marker.
- Offizielle Bezeichnung: Bezeichnung des Kulturdenkmales
- Beschreibung: die Beschreibung des Kulturdenkmales
- Bild: ein Bild des Kulturdenkmales

## Sachgesamtheiten
| Objekt-ID      | Lage                                                    | Offizielle Bezeichnung | Beschreibung | Bild                             |
| -------------- | ------------------------------------------------------- | ---------------------- | --- | -------------------------------- |
| 39595 Wikidata | Pageroe 6 (54° 36′ 35″ N, 9° 52′ 10″ O)                 | Dreiseithof Ehlers     | Dreiseithof Ehlers; 18.-20. Jh.; symmetrische Hofanlage aus Haupthaus im Süden, zwei flankierenden Scheunen und kleinem Nebengebäude, Haupthaus 19. Jh., eingeschossiger breit gelagerter Putzbau mit Kurzwalmdach und dreiachsigem zweigeschossigem Mittelrisalit mit eigenem Walmdach; östliche Scheune in eng gerastertem Fachwerk vermutlich 18. Jh., Halbwalmdach mit Welleternitdeckung; westliche Scheune Backstein 1912, Kurzwalmach, Lisenengliederung; Nebengebäude Backstein Anfang 20. Jh. mit Satteldach, zwischen westlicher Scheune und Haupthaus gelegen. Die offene Hofseite wird von vier Hoflinden begrenzt. Anschaulich erhaltene, landschaftstypische Dreiseithofanlage - Begründung: geschichtlich, Kulturlandschaft prägend - Schutzumfang: Wohnhaus, Fachwerkscheune, Stallscheune, Nebengebäude | BW                               |
| 48738 Wikidata | Papenfeld 6 (54° 36′ 28″ N, 9° 49′ 8″ O)                | Hofanlage Papenfeld 6  | Hofanlage Papenfeld 6; Ende 18. u. 19. Jh.; kleine Bauernstelle mit Wohn- und Wirtschaftsgebäude im Süden und paralleler kleinerer Querscheune im Norden, Wohn- und Wirtschaftsgebäude von 1784, erweitert 1874, eingeschossiger Backsteinbau auf Feldsteinsockel mit reetgedecktem Halbwalmdach und Knüppelfirst, Scheune aus der 1. Hälfte d. 19. Jhs. mit Querdielentor und Wohnung im Ostteil, nach Norden Fachwerk erhalten - Begründung: geschichtlich, Kulturlandschaft prägend - Schutzumfang: Wohn- und Wirtschaftsgebäude, Querscheune | BW                               |
| 40906 Wikidata | Schulstraße 8, Schulstraße (54° 36′ 47″ N, 9° 49′ 9″ O) | St.-Marien-Kirche      | Aktualisierung vorgesehen - Begründung: geschichtlich, künstlerisch, städtebaulich, Kulturlandschaft prägend - Schutzumfang: St. Marienkirche mit Ausstattung, Glockenturm, Kirchhof, Grabmale bis 1870, Weihwasserbecken, Feldsteinwall, Eichenkranz, Hauptpforte, Nebenpforte, Gemeindehaus | weitere Fotos \| Fotos hochladen |

## Bauliche Anlagen
| Objekt-ID      | Lage                                        | Offizielle Bezeichnung            | Beschreibung | Bild                             |
| -------------- | ------------------------------------------- | --------------------------------- | --- | -------------------------------- |
| 7484           | Klein Boren 1 (54° 36′ 36″ N, 9° 48′ 31″ O) | Bauernhaus                        | Bauernhaus; 1784; eingeschossiger traufständiger Fachwerkbau mit reetgedecktem Halbwalmdach, Außenmauern zum großen Teil verputzt oder massiv erneuert, Straßenfront mit außermittigem Türbereich, bogenförmig mit Fachwerkkonstruktion übergiebelt und von schlichten Pilastern gerahmt - Begründung: geschichtlich, Kulturlandschaft prägend - Schutzumfang: gesamtes Objekt - Denkmaltyp: Bauliche Anlage | BW                               |
| 1206 Wikidata  | Lindauhof 4 (54° 35′ 18″ N, 9° 48′ 9″ O)    | Gut Lindauhof: Herrenhaus         | Alteintragung (Aktualisierung vorgesehen) - Begründung: geschichtlich, künstlerisch, Kulturlandschaft prägend - Schutzumfang: Alteintragung (Aktualisierung vorgesehen) - Denkmaltyp: Bauliche Anlage | weitere Fotos \| Fotos hochladen |
| 49930 Wikidata | Lindaukamp 6 (54° 34′ 49″ N, 9° 47′ 51″ O)  | Fährhaus Kleine Niß               | Fährhaus auf der Halbinsel Kleine Niß; 1. Hälfte 19. Jh.; eingeschossiger Gelbsteinbau, reetgedecktes Schopfwalmdach mit Knüppelfirst - Begründung: geschichtlich, Kulturlandschaft prägend - Schutzumfang: gesamtes Objekt - Denkmaltyp: Bauliche Anlage | BW                               |
| 3377 Wikidata  | Mühlenholz 1 (54° 35′ 40″ N, 9° 47′ 38″ O)  | Wandständerhaus                   | Alteintragung (Aktualisierung vorgesehen) - Begründung: geschichtlich, wissenschaftlich, städtebaulich - Schutzumfang: gesamtes Objekt - Denkmaltyp: Bauliche Anlage | BW                               |
| 3376 Wikidata  | Mühlenholz 24 (54° 35′ 33″ N, 9° 48′ 10″ O) | Windmühle                         | Alteintragung (Aktualisierung vorgesehen) - Begründung: geschichtlich, städtebaulich, technisch - Schutzumfang: gesamtes Objekt - Denkmaltyp: Bauliche Anlage | weitere Fotos \| Fotos hochladen |
| 7495 Wikidata  | Pageroe 6 (54° 36′ 35″ N, 9° 52′ 11″ O)     | Wohnhaus                          | Wohnhaus Dreiseithof Ehlers; 19. Jh.; Haupthaus, eingeschossiger breit gelagerter Putzbau mit Kurzwalmdach und dreiachsigem zweigeschossigem Mittelrisalit mit eigenem Walmdach - Begründung: geschichtlich, Kulturlandschaft prägend - Schutzumfang: gesamtes Objekt - Denkmaltyp: Bauliche Anlage, Sachgesamtheit: Dreiseithof Ehlers | BW                               |
| 7496 Wikidata  | Pageroe 6 (54° 36′ 35″ N, 9° 52′ 9″ O)      | Fachwerkscheune                   | Fachwerkscheune Dreiseithof Ehlers; vermutlich 18. Jh.; eng gerastertes Fachwerk, Halbwalmdach mit Welleternitdeckung, hofseitige Einfahrten z.T. mit angeschleppten Gauben - Begründung: geschichtlich, Kulturlandschaft prägend - Schutzumfang: gesamtes Objekt - Denkmaltyp: Bauliche Anlage, Sachgesamtheit: Dreiseithof Ehlers | BW                               |
| 6699 Wikidata  | Papenfeld 6 (54° 36′ 28″ N, 9° 49′ 8″ O)    | Wohn- und Wirtschaftsgebäude      | Wohn- und Wirtschaftsgebäude; 1784, 1874; eingeschossiger traufständiger Backsteinbau auf Granitquader- und Feldsteinsockel mit reetgedecktem Halbwalmdach und Knüppelfirst, ehem. Wirtschaftsteil und Stallanbau nach Osten, Abnahmewohnung von 1874 nach Westen, mittig historischer Wohnteil, alle drei Trakte mit separaten Türen von der Hoffront, außermittig Lukengaube mit Fachwerk, im authentischen Innern historische Ausstattung erhalten - Begründung: geschichtlich, Kulturlandschaft prägend - Schutzumfang: gesamtes Objekt - Denkmaltyp: Bauliche Anlage, Sachgesamtheit: Hofanlage Papenfeld 6 | BW                               |
| 6703 Wikidata  | (54° 35′ 0″ N, 9° 49′ 13″ O)                | Klappbrücke „Lindaunisbrücke“     | Alteintragung (Aktualisierung vorgesehen) - Begründung: geschichtlich, wissenschaftlich, technisch, Kulturlandschaft prägend - Schutzumfang: Alteintragung (Aktualisierung vorgesehen) - Denkmaltyp: Bauliche Anlage | weitere Fotos \| Fotos hochladen |
| 27470 Wikidata | Schleibrücke (54° 35′ 2″ N, 9° 49′ 10″ O)   | Stellwerkturm                     | Alteintragung (Aktualisierung vorgesehen) - Begründung: geschichtlich, technisch, Kulturlandschaft prägend - Schutzumfang: Alteintragung (Aktualisierung vorgesehen) - Denkmaltyp: Bauliche Anlage | BW                               |
| 27471 Wikidata | Schleibrücke (54° 35′ 2″ N, 9° 49′ 12″ O)   | Maschinenhaus                     | Alteintragung (Aktualisierung vorgesehen) - Begründung: geschichtlich, Kulturlandschaft prägend - Schutzumfang: Alteintragung (Aktualisierung vorgesehen) - Denkmaltyp: Bauliche Anlage | BW                               |
| 1128 Wikidata  | Schulstraße (54° 36′ 47″ N, 9° 49′ 10″ O)   | St.-Marien-Kirche mit Ausstattung | Alteintragung (Aktualisierung vorgesehen) - Begründung: geschichtlich, künstlerisch, städtebaulich - Schutzumfang: St. Marienkirche mit Ausstattung, Glockenturm - Denkmaltyp: Bauliche Anlage, Sachgesamtheit: St. Marienkirche | weitere Fotos \| Fotos hochladen |
| 723 Wikidata   | Toft 6 (54° 37′ 25″ N, 9° 51′ 11″ O)        | Wohnhaus                          | Alteintragung (Aktualisierung vorgesehen) - Begründung: geschichtlich, wissenschaftlich, Kulturlandschaft prägend - Schutzumfang: gesamtes Äußeres - Denkmaltyp: Bauliche Anlage | Fotos hochladen                  |
| 1728           | Wattlück 1 (54° 37′ 59″ N, 9° 50′ 40″ O)    | Wohnhaus                          | Wohnhaus; ca. 1847; eingeschossiger, langgestreckter Backsteinbau über Granitsockel, reetgedecktes Schopfwalmdach mit Hängehölzern am First, Mittelachse durch Hauseingang und geschweiften Giebel ausgezeichnet; gepflasterter Hofbereich mit Lindenreihe - Begründung: geschichtlich, städtebaulich, Kulturlandschaft prägend - Schutzumfang: Wohnhaus, Hofpflasterung, Lindenreihe - Denkmaltyp: Bauliche Anlage | BW                               |

## Gründenkmale
| Objekt-ID      | Lage                                     | Offizielle Bezeichnung | Beschreibung | Bild                             |
| -------------- | ---------------------------------------- | ---------------------- | --- | -------------------------------- |
| 23068 Wikidata | Schulstraße (54° 36′ 48″ N, 9° 49′ 9″ O) | Kirchhof               | Alteintragung (Aktualisierung vorgesehen) - Begründung: geschichtlich, Kulturlandschaft prägend - Schutzumfang: Kirchhof, Grabmale bis 1870, Weihwasserbecken, Feldsteinwall, Eichenkranz, Hauptpforte, Nebenpforte - Denkmaltyp: Gründenkmal, Sachgesamtheit: St. Marienkirche | Fotos hochladen                  |
| 43815          | Schulstraße (54° 36′ 48″ N, 9° 49′ 7″ O) | Doppeleiche            | Doppeleiche; 1898; zum 50-jährigen Jubiläum der Schleswig-Holsteinischen Erhebung gepflanzt; mit Gedenkstein - Begründung: geschichtlich, wissenschaftlich, städtebaulich - Schutzumfang: Doppeleiche, Gedenkstein - Denkmaltyp: Gründenkmal                                    | weitere Fotos \| Fotos hochladen |

## Quelle
- Liste der Kulturdenkmale in Schleswig-Holstein – Kreis Schleswig-Flensburg

- Karte mit allen Koordinaten:
- OSM |
- WikiMap